# Gymnopholus lichenifer
Gymnopholus lichenifer је инсект из реда тврдокрилаца (Coleoptera) и породице рилаши, сурлаши или пипе (Curculionidae).

## Распрострањење
Ареал врсте је ограничен на једну државу. Папуа Нова Гвинеја је једино познато природно станиште врсте.

## Станиште
Врста је присутна на подручју острва Нова Гвинеја.

## Угроженост
Ова врста се сматра рањивом у погледу угрожености врсте од изумирања.